# コブダイ
コブダイ（瘤鯛、コブ鯛、学名：Semicossyphus reticulatus）は、ベラ科タキベラ亜科に属する海水魚の一種。コブ鯛と名前がつくが鯛の一種ではなく、ベラの一種である。

## 分布
日本南部の太平洋、日本海、東シナ海、南シナ海に分布している。

## 特徴
ベラ科で、雄は体長80cm、大きいもので1mを越え、その外観からダイバーは驚くことがある。体色は茶色や黒、白色などが入った赤色。
コブダイは雌性先熟で、大きく育つまではメスで、卵を産む。50cmを超えるとコブが張り出してきて、オスに性転換する。見た目があまりに違うため、かつて雌は別種の魚だとさえ思われていた。
雄は頭部に名前の由来である大きな瘤がある。特に大型のものは、顎にも同様な瘤ができる。瘤の中には脂肪が蓄えられている。口には巻き貝を砕くために大きな歯と咽頭歯や強力な顎を持つ。
幼魚は体色がオレンジ色で上下の鰭が黒く、白い線が体の横に入り、成魚とは大きく異なる。

## 生態
本種はハーレムを創る魚として有名であり、雄は自分のテリトリーを主張し、そこに入ってきた他の雄を口を開けて容赦なく攻撃して、縄張りを確保しながら、複数の雌を呼び寄せる性質を持つ。また、幼魚には手を出さず、幼魚はそうして成魚に守られながら成長し、学習していくともいわれる。
非常に強力な顎と硬い歯でサザエやカキ、カニなどをかみ砕き、喉の奥の咽頭歯で更に砕いて中の肉を殻ごと食べてしまう。繁殖は雄と雌が海上付近で体をくねらせながら産卵、受精する。
本種は暖海性だが、死滅回遊魚でもあり、黒潮に乗って、北海道付近にまで北上することもある。
寿命は20歳前後とされている。

## 利用法
磯釣りの際にその強力な顎で餌に食いつき、引きが強いので釣りごたえがある。流通量が少ないため一般に食用としての知名度は高くないが大型の物は味が良い。日本海側の市場の方が人気がある。
旬は冬であり、市場では「寒鯛」（カンダイ）とも呼ばれる。刺身や焼き物、吸い物、酒蒸し、フライなどで食される。

## 近縁種
- California sheephead (Semicossyphus pulcher)